# レンフルー郡
レンフルー郡（レンフルーぐん、英: Renfrew County）は、カナダのオンタリオ州東部、首都オタワとアルゴンキン州立公園の間に位置する地方行政区のひとつ。17の都市があり、郡庁所在地はペンブルックに置かれている。
郡の北部にはオタワ川がケベック州との州境を走っており、オタワ川はオタワ渓谷（Ottawa Valley）としても知られる。

## 主な都市
- ペタワワ （Petawawa） - 郡内最大の都市
- ペンブルック （Pembroke） - 行政管轄外
- レンフルー （Renfrew）
- アーンプライアー （Arnprior）
- ディープリバー （Deep River）
- ローレンシャンヒルズ （Laurentian Hills）

## 観光
- ボンヌシェール洞窟 （Bonnechere Caves） - 鍾乳洞